# Мишел Марли
Микаела Яри (на немски: Micaela Jary) е германска журналистка и писателка на произведения в жанра исторически роман, биография, социална драма, романтичен трилър, исторически любовен роман и документалисгика. Пише биографии на известни жени в областта на културата под псевдонима Мишел Марли (на немски: Michelle Marly), истории за известни жени в областта на политиката под псевдонима Микаела А. Габриел (на немски: Micaela A. Gabriel) и исторически любовни романи под псевдонима Габриела Галвани (на немски: Gabriela Galvani).

## Биография и творчество
Микаела Яри е родена на 29 юли 1956 г. в Хамбург, ФРГ. Тя е дъщеря на филмовия композитор Михаел Яри и на известна манекенка от 50-те години на XX век. Израства в Хамбург, Лугано, където посещава манастирско училище, в конна ферма близо до Бремен, и в Мюнхен, познавайки отблизо света на киното и висшата мода. Започва да измисля истории в много ранна възраст и пише първия си исторически роман като 14-годишна, вдъхновена от произведенията на Дафни дю Морие и Маргарет Мичъл. Завършва светска гимназия в Мюнхен. Следва американистика, след това културен мениджмънт и политически науки. След завършването си стажува в голям немски всекидневник и работи дълги години като редактор, ръководител на отдел и заместник главен редактор на различни списания. 
През 1993 г. са издадени първите ѝ книги: документалната „Фабрики на мечтите Made in Germany. Историята на германския следвоенен филм 1945 – 1960” и книгата за деца „Остани с нас, Салима!“. От 1996 г. започва да пише исторически романи, като първият от тях, „Фигурите на златопроизводителя“, е драматична история свързана с „блясъка на Саксония и произхода на майсенския порцелан".
От 2008 г., под псевдонима Габриела Галвани, пише исторически любовни романи. Историята на първият от тях, „Търговецът на коприна“, се развива през 1797 г. с участието на две сестри, които трябва да управляват бизнеса с коприна на баща си. Книгата е номинирана за наградата DeLiA през 2009 г. 
През 2018 г., под псевдонима Мишел Марли, е публикуван първият ѝ биографичен роман „Мадмоазел Коко и ароматът на любовта“, от съвместната поредица от бестселъри „Смели жени между изкуството и любовта“. Следват романизираните ѝ биографии за Едит Пиаф, Мария Калас, Роми Шнайдер.
Под псевдонима Микаела А. Габриел е авторка на много успешната трилогия „Парламентаристите“. Тя е епична сага за борбата за избирателното право на жените, участието им в политиката на Германия и съпротивата срещу нацизма, представена чрез историята на младата юристка Марлене фон Рунщед от 1918 до 1941 г.
Писателката е член на Германското общество за авторски права (GEMA), на Асоциация на немскоезичните автори на любовни романи (DeLiA) и авторската група „Омир“. В периода 2011 – 2012 г. е член на журито за литературната награда DeLiA, през 2012 г. е член на журито за наградата „Путлицър“, а през 2013 г. е член на журито за жанра исторически криминални романи за литературната награда „Омир“.
Микаела Яри е омъжена и има дъщеря. Живяла със семейството си в Париж и Ница, в Мюнхен и Берлин, а последно в Росток и малко планинско селце над Лугано.

## Произведения

### Като Микаела Яри

#### Самостоятелни романи
1. Die Figuren des Goldmachers (1998)[1][2]
2. Charleston & van Gogh (1999) – за чарлстона и Винсент ван Гог
3. Die Pastellkönigin (2005)
4. Die Geheime Königin (2007)
5. Sehnsucht nach Sansibar (2012)
6. Die Bucht des blauen Feuers (2012)
7. Sehnsucht nach Sansibar (2012)
8. Das Bild der Erinnerung (2013)
9. Wie ein fernes Lied (2015)
10. Die Villa am Meer (2017)
11. Der Gutshof im Alten Land (2018)

#### Поредица „Сага на брега на Алстер“ (Alsterufer-Saga)
1. Das Haus am Alsterufer (2014)[1]
2. Sterne über der Alster (2015)

#### Поредица „Киното в Юнгфернстиг“ (Das Kino am Jungfernstieg)
1. Il cinema delle meraviglie (2019)[1][2]
2. Der Filmpalast (2021)

#### Документалистика
- Traumfabriken Made In Germany: Die Geschichte Des Deutschen Nachkriegsfilms, 1945 – 1960 (1993)[1]
- Ich weiß, es wird einmal ein Wunder gescheh'n. Das Leben der Zarah Leander (2001) – за актрисата Зара Леандър

#### Детска литература
- Bleib Bei Uns, Salima! (1993)[1]

### Като Мишел Марли

#### Самостоятелни романи
- White Christmas – Das Lied der weißen Weihnacht (2020) – за Ървинг Бърлин[1][3]

#### Поредица „Смели жени между изкуството и любовта“ (Mutige Frauen zwischen Kunst und Liebe)
5. Mademoiselle Coco und der Duft der Liebe (2018) – за Коко Шанел
Мадмоазел Коко и ароматът на любовта, изд.: „Емас“, София (2019), прев. Ваня Пенева
9 . Madame Piaf und das Lied der Liebe (2019) – за Едит Пиаф
Мадам Пиаф и песента на любовта, изд.: „Емас“, София (2019), прев. Величка Стефанова
12. Die Diva: Maria Callas – die größte Sängerin ihrer Zeit und das Drama ihrer Liebe (2020) – за Мария Калас
Мария Калас, изд.: „Емас“, София (2022), прев. Ваня Пенева
16. Romy und der Weg nach Paris (2021) – за Роми Шнайдер
Роми и пътят към Париж, изд.: „Емас“, София (2021), прев. Величка Стефанова
от поредицата има още 16 романа от различни автори – Ан Жирар, Глория Голдрайх, Анабел Абс, Мери Бесон, Каролине Бернард, Валери Трирвайлер, Лена Йохансон, Софи Бенедикт, Хайди Рен, и др.

### Като Микаела А. Габриел

#### Поредица „Парламентаристите – Жените от Райхстага“ (Die Parlamentarierinnen – Die Frauen vom Reichstag)
1. Stimmen der Freiheit (2022)[1][4]
2. Ruf nach Veränderung (2022)
3. Schritte in eine neue Welt (2022)

### Като Габриела Галвани
- Die Seidenhändlerin (2008)[1][5]
- Die Hüterin des Evangeliums (2014)
- Die Liebe der Duftmischerin (2018)
- Die Liebe der Buchdruckerin (2020)
- Die Malerin von Paris (2021)
- Die Königin des weißen Goldes (2021)